# Marathon van Enschede 1983

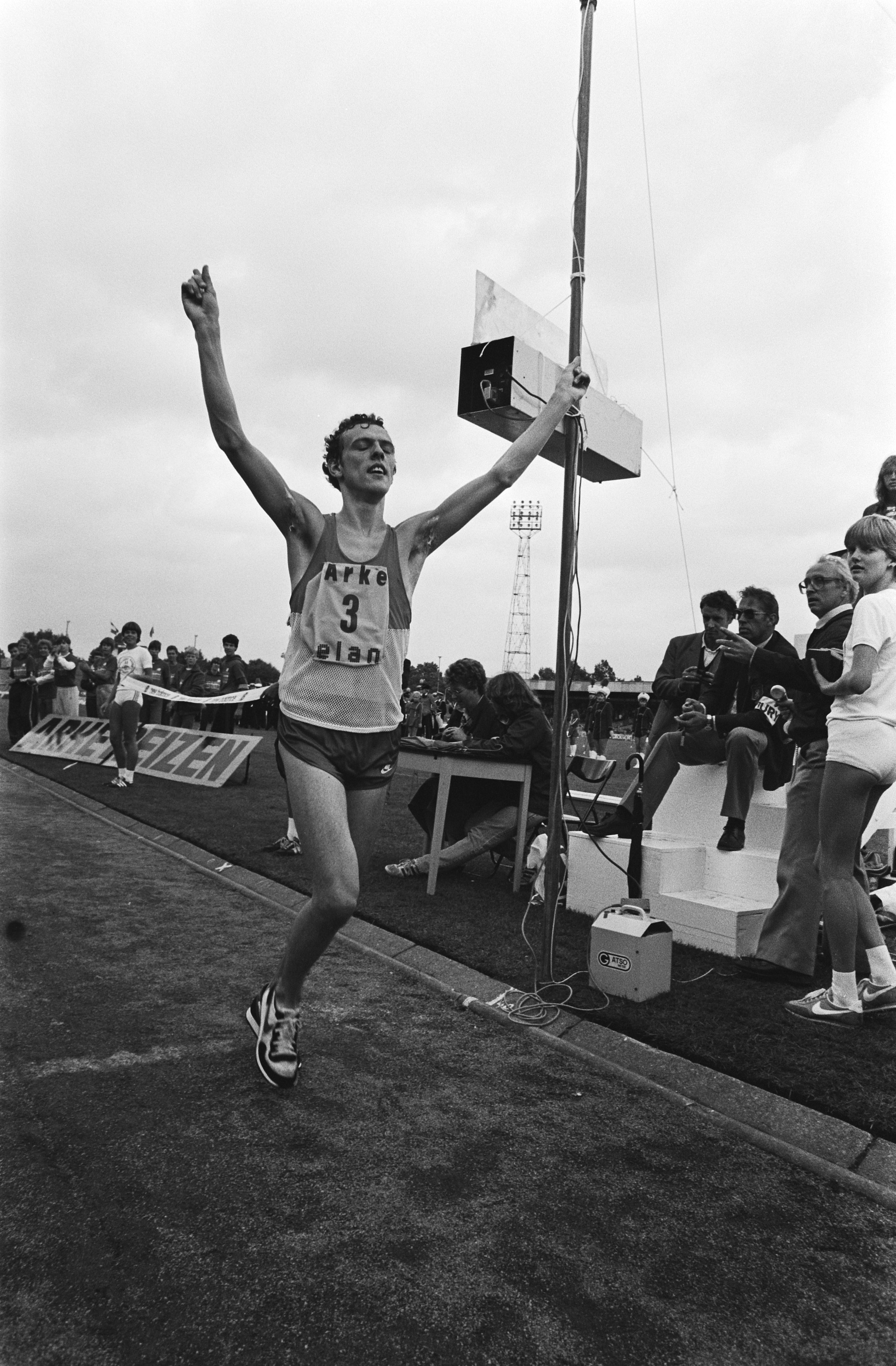
Winnaar Kevin Forster

De marathon van Enschede 1983 werd gelopen op zaterdag 10 september 1983. Het was de negentiende editie van deze marathon.
De Engelsman Kevin Forster zegevierde bij de mannen in 2:14.19. De Engelse Priscilla Welch won bij de vrouwen in 2:36.32.
Tijdens deze editie werd ook het Nederlands kampioenschap marathon gehouden. Door het ontbreken van Gerard Nijboer, Cor Lambregts, Jacques Valentin, Carla Beurskens, Annie van Stiphout en Marja Wokke was het kampioenschap sterk gedevalueerd. De nationale titels werden gewonnen door Cor Vriend, die als derde overall finishte in 2:17.08 en Eefje van Wissen, die als zesde overall over de finish kwam in 2:41.37.

## Uitslagen

### Mannen
| rang   | naam                  | land | tijd    | opmerkingen |
| ------ | --------------------- | ---- | ------- | ----------- |
| Goud   | Kevin Forster         | ENG  | 2:14.19 |             |
| Zilver | Svend-Erik Kristensen | DEN  | 2:16.08 |             |
| Brons  | Cor Vriend            | NED  | 2:16.43 | 1e NK       |
| 4      | Jerzy Skarzynski      | POL  | 2:17.08 |             |
| 5      | Barry Kneppers        | NED  | 2:17.33 | 2e NK       |
| 6      | Pawel Lorens          | POL  | 2:18.49 |             |
| 7      | Jerzy Finster         | POL  | 2:18.53 |             |
| 8      | Anastassios Psathas   | GRE  | 2:18.58 |             |
| 9      | Josef Wyss            | SUI  | 2:18.59 |             |
| 10     | John Offord           | ENG  | 2:19.10 |             |
| 11     | Martin J. Mccarthy    | ENG  | 2:19.31 |             |
| 12     | Gerrit van Essen      | NED  | 2:19.33 | 3e NK       |
| 13     | David Allen           | ENG  | 2:19.54 |             |
| 16     | Kazuya Nishimoto      | JPN  | 2:20.49 |             |
| 18     | Wieslaw Dubiel        | POL  | 2:22.22 |             |

### Vrouwen
| rang   | naam               | land | tijd    | opmerkingen |
| ------ | ------------------ | ---- | ------- | ----------- |
| Goud   | Priscilla Welch    | ENG  | 2:36.32 |             |
| Zilver | Sylviane Levesque  | FRA  | 2:37.55 |             |
| Brons  | Gillian Castka     | ENG  | 2:38.41 |             |
| 4      | Ilona Zsilak       | HUN  | 2:39.08 |             |
| 5      | Agnes Sipka        | HUN  | 2:39.38 |             |
| 6      | Eefje van Wissen   | NED  | 2:41.37 | 1e NK       |
| 7      | Carol Gould        | ENG  | 2:45.32 |             |
| 8      | Gerrie Timmermans  | NED  | 2:47.58 | 2e NK       |
| 9      | Trijnie Smeenge    | NED  | 2:48.08 | 3e NK       |
| 10     | Ursula Köter       | GER  | 2:48.44 |             |
| 11     | Helene Eschler     | SUI  | 2:48.57 |             |
| 12     | Anne Rindt         | NED  | 2:50.01 | 4e NK       |
| 13     | Ann-Katrin Walstam | SWE  | 2:50.21 |             |
| 15     | Bjørg Moen         | NOR  | 2:52.08 |             |
| 16     | Carolien Lucas     | NED  | 2:53.36 | 5e? NK      |
| 18     | Vibeke Nielsen     | DEN  | 2:54.16 |             |

1947 ·
1949 ·
1951 ·
1953 ·
1955 ·
1957 ·
1959 ·
1961 ·
1963 ·
1965 ·
1967 ·
1969 ·
1971 ·
1973 ·
1975 ·
1977 ·
1979 ·
1981 ·
1983 ·
1985 ·
1987 ·
1989 ·
1991 ·
1992 ·
1993 ·
1994 ·
1995 ·
1996 ·
1997 ·
1998 ·
1999 ·
2000 ·
2001 ·
2002 ·
2003 ·
2004 ·
2005 ·
2006 ·
2007 ·
2008 ·
2009 ·
2010 ·
2011 ·
2012 ·
2013 ·
2014 ·
2015 ·
2016 ·
2017 ·
2018 ·
2019 ·
2020 · 2021 ·
2022 ·
2023 ·
2024 ·
2025